# Conflicto universitario en Argentina de 2024
El conflicto universitario en Argentina de 2024 es como se le conoce a la cuestión entre el gobierno nacional de la República Argentina encabezado por Javier Milei y algunas universidades nacionalessobre el manejo del presupuesto universitario a algunas universidades en el contexto de la crisis económica argentina.

## Contexto
Las universidades públicas en Argentina son gratuitas desde que se promulgó la Ley 1420 de Educación Común, Gratuita y Obligatoria en 1884 bajo el gobierno conservador de Julio Argentino Roca, con los costos cubiertos por el Estado Nacional y cuenta con apoyo en la sociedad ya que es calificada como un «elemento de movilidad social por excelencia». No tienen examen de ingreso, sino un curso nivelatorio. El derecho a la educación pública recorrió un largo camino desde la ley 1420 y la reforma universitaria de 1918 hasta quedar garantizado en la Constitución en la reforma de 1994 en el gobierno de Carlos Menem. Como resultado, en 2022, la cifra era de 2.714.277 estudiantes, de los cuales 2.162.947 estudiaban en universidades públicas y 551.330 en instituciones privadas.
Las universidades gozan de autonomía y autarquía: eligen sus propias autoridades, son auditadas por la AGN, un organismo que no depende del Poder Ejecutivo, y las fuerzas de seguridad no pueden entrar sin la autorización del rector (una consecuencia de la Noche de los Bastones Largos) 
Los salarios del personal docente y no docente, que negocian los gremios que los agrupan con el gobierno nacional, representan aproximadamente el 82% del total del presupuesto. Los gastos de funcionamiento, que recibe cada universidad para pagar los servicios y el mantenimiento que les permiten tener en buenas condiciones sus aulas y laboratorios, representan el 10%.
Se han hecho[¿quién?] varias críticas hacia la educación pública universitaria argentina entre ellas:[cita requerida]
- La calidad deficiente de la educación pública media y primaria, que provoca que los estudiantes no estén en condiciones de acceder con preparación a los estudios de grado.[cita requerida]
- Gratuidad para extranjeros residentes, sin reciprocidad[cita requerida] (se calcula que un 4-5% de los estudiantes son extranjeros residentes).[9]
- Supuesto sesgo político en algunas carreras.[cita requerida]
- Un profesor universitario, identificado como Juan Antonio Lázara, habló sobre un supuesto adoctrinamiento educativo:[10]

En la universidad pública hubo décadas de adoctrinamiento, si no eras kirchnerista no te daban cargos (...) Se ha escrachado gente que no compartía la ideología de decanos y rectores, hay que sancionar este tipo de actitudes (...)
Juan Antonio Lázara, 19 de abril de 2024

## Antecedentes
Las sucesivas crisis económicas que atravesó la Argentina han llevado a distintos gobiernos a ejecutar políticas de ajuste fiscal, que han generado conflictos con las universidades. Así, en 2001 el ministro de economía Ricardo López Murphy propuso arancelar las universidades, lo que fue uno de los motivos de su salida. En 2018 el gobierno de Mauricio Macri enfrentó un conflicto por su plan de ajuste, que se resolvió cuando se garantizaron las partidas presupuestarias necesarias.
En 2022, el entonces ministro de Economía Sergio Massa recortó partidas destinadas a Educación en 70 mil millones de pesos con el intento de reducir el déficit fiscal, una medida rechazada por los gremios universitarios, una acción que el vocero presidencial Manuel Adorni calificó como «hipócrita». el presupuesto asignado se encontraban por debajo de lo asignado en 2018 en la gestión de Macri. Posteriormente, durante su presidencia se trató en el Congreso la creación de nuevas universidades, aprobándose la creación de la Universidad Nacional de Río Tercero, la Universidad Nacional del Pilar, la Universidad Nacional del Delta y la Universidad Nacional de Ezeiza.
El pico inflacionario de 2023 provocó que el presupuesto asignado a las universidades en 2022 se licuara. enfrentó esta situación con transferencias discrecionales, que permitieron que las universidades siguieran funcionando pero generando un problema a mediano plazo. El presupuesto 2024 no pudo aprobarse en el Congreso, lo que implicó que se prorrogara el  presupuesto de 2023.
En noviembre de ese año se celebró la segunda vuelta de las elecciones presidenciales, en las que el candidato de La Libertad Avanza, Javier Milei obtuvo una amplia victoria sobre el peronista Sergio Massa, asumiendo el cargo el 10 de diciembre de 2023. Durante la campaña electoral, la educación pública había sido un tópico recurrente entre los distintos candidatos. En el caso de Milei, había manifestado que la "educación no es un derecho, sino un bien económico" pero más tarde prometió que no desaparecería la gratuidad ni sería arancelada. Aunque posteriormente aclaró que, en caso de que se arancelara la universidad pública, entregaría vouchers, un subsidio al alumno regular que cubriría el costo del eventual arancel.
Tras asumir, el nuevo gobierno implementó con fuerte ajuste económico;el Ministerio de Educación fue degradado al rango de secretaría. El estado nacional dejó de pagar el Fondo Nacional de Incentivo Docente, que representaba un 10% del sueldo de los docentes de nivel primario y medio. Para reducir el gasto en subsidios energéticos, se aumentaron las tarifas de los servicios en hasta un 266%. Se frenó la creación de nuevas universidades que habían sido proyectadas por el anterior gobierno —con la única excepción de la Universidad Nacional de Río Tercero—, el presupuesto universitario se mantuvo congelado en los valores asignados a finales de 2022 y se recortó los programas de becas estudiantiles en un 69%.
En marzo de 2024, en un encuentro de empresarios del sector energético, Javier Milei se pronunció en contra la educación pública, tanto de «gestión privada» como «estatal» argumentando en su discurso que «han hecho muchísimo daño lavando el cerebro de la gente».

## Conflicto por el presupuesto de funcionamiento

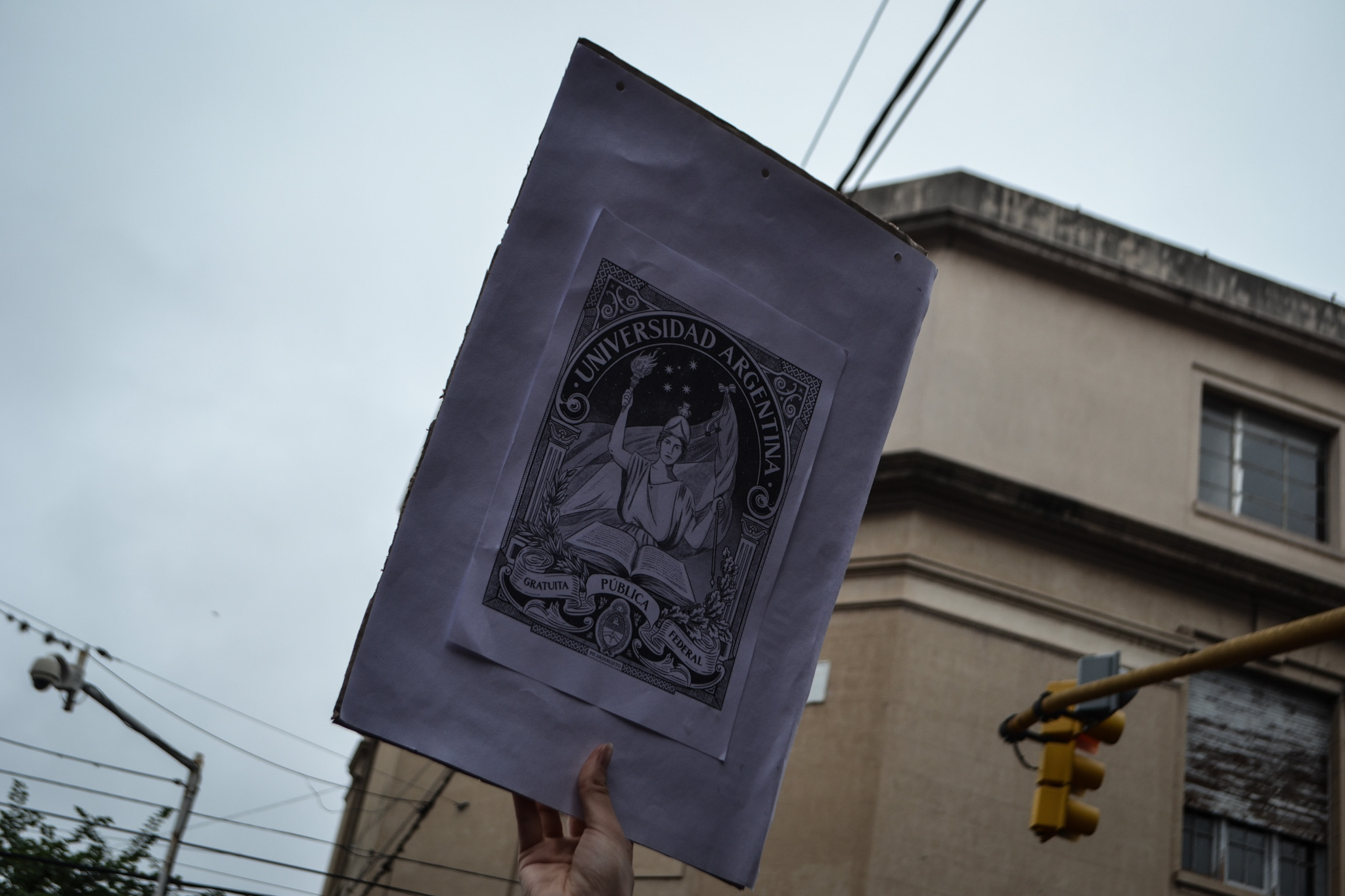
Estampilla de la universidad pública, creada por Pilar Dibujito y utilizada en las manifestaciones estudiantiles.

A pesar de que las universidades ajustaron sus gastos, hacia abril las universidades ya habían ejecutado la mayor parte de su presupuesto anual de funcionamiento. Esto, combinado con los aumentos de tarifas de servicios, generó situaciones como el dictado de clases sin luz eléctrica.
Ante la perspectiva de un paro general por parte de los gremios universitarios en reclamo de que el Gobierno nacional no actualizo el presupuesto para la educación superior al prorrogar el mismo a los valores del 2023 para el año 2024, en marzo se incrementó un 70% el presupuesto para universidades nacionales en un contexto de inflación del 250% interanual algo que fue desmentido por las mismas.
El 18 de abril el gremio rechazó una propuesta salarial del Gobierno, aduciendo que "la recomposición desde el inicio de la gestión apenas llegaba a un vergonzoso[sic] 40%".

### Movilizaciones y protestas
El 23 de abril tuvo lugar la Marcha Federal Universitaria mientras que la ministra de Seguridad, Patricia Bullrich aseguró que cumpliría con el protocolo antipiquetes. Se congregaron entre 430.000 y 800.000 personas en la Avenida de Mayo de Buenos Aires, más unas 200.000 en otros puntos del país, resultando la marcha con mayor convocatoria en muchas décadas. El ministro de Economía Luis Caputo calificó la marcha como un «berrinche».
Al día siguiente, el bloque opositor Unión por la Patria intentó convocar a una sesión para debatir el presupuesto universitario en el Congreso, aunque sin éxito por falta de quórum de diputados presentes.
En mayo, la Secretaría de Educación cedió y anunció que el aumento interanual para gastos de funcionamiento sería del 270%, llevando el ajuste en términos reales a solo un 3%.
Una segunda Marcha Federal volvió a realizarse el día 2 de octubre, esta vez con la consigna adicional de que el presidente no vetase la ley de Financiamiento Universitario aprobada por el Congreso Nacional. Esta movilización resultó menos concurrida que la ocurrida en abril. El gobierno cuestionó la presencia en las marchas de figuras como Sergio Massa, Juan Grabois, Guillermo Moreno o Cristina Fernández de Kirchner, como así de diversos sindicatos—como Confederación General del Trabajo  (CGT), o el sindicato de Camioneros y las agrupaciones sociales, afirmando que fue una «marcha política opositora». Por su parte los manifestantes denunciaron en el juzgado el accionar ilegal de agentes de civil "infiltrados" en la represión de la marcha universitaria.
En medio del conflicto la vicepresidenta Victoria Villarruel, afirmó:

Hace pocos días, una importante autoridad de la Universidad de Buenos Aires, sostuvo que “la universidad pública tiene que trabajar en el perfil político de sus graduados”.

Durante décadas se ha hecho un esfuerzo inusitado por parte de una élite universitaria para penetrar las mentes de los estudiantes, pervirtiendo la voluntad de aquellos que deberían estar formándose para aportar su saber a la Patria
Victoria Villarruel

## Conflicto por los salarios
A lo largo del 2024, el gobierno nacional fue otorgando mes a mes aumentos al personal docente y no docente de las universidades, pero siempre por debajo de la inflación. Para la segunda mitad del año, la situación era insostenible, con una caída del salario del 34% en términos reales y muchos docentes abandonando sus cargos.
El 15 de septiembre, el gobierno nacional presentó su proyecto de presupuesto para 2025, otorgándole a las universidades el 50% de lo requerido para funcionar y suspendiendo la Ley de Financiamiento Educativo, que exige una inversión en educación de al menos el 6% del PBI.

### Ley de Financiamiento Universitario
El 13 de septiembre de 2024 el Congreso sancionó la Ley de Financiamiento Universitario, que buscaba recomponer los salarios a niveles de 2023. La ley se aprobó por una mayoría muy amplia: 143-77 en la Cámara de Diputados y 57-10 en el Senado. El 2 de octubre tuvo lugar una nueva movilización masiva frente al Congreso, donde además se sumó la consigna de pedir que el presidente no vetase la Ley. Pese a las protestas, Milei hizo caso omiso y ese mismo día a la noche confirmó el veto total a la ley, calificándola de «irresponsable» y bajo el argumento de que de promulgarla, se hubiera aumentado el gasto un 0,14% del PBI, lo que fue rebatido por la oposición y economistas que argumentaron que el presupuesto era equivalente al blanqueo y beneficio fiscal concedido por el gobierno a los sectores más ricos del país,

La Oficina del Presidente informa que el Presidente Javier Milei vetará el irresponsable proyecto de aumento del gasto público de las Universidades Nacionales, aprobado por el Congreso, así como cualquier otro proyecto que no contemple una partida presupuestaria específica y atente contra el equilibrio fiscal.

Es momento de que los legisladores entiendan que ya no se pueden hacer populismo demagógico con los recursos de quienes pagan impuestos, y comiencen a actual con la responsabilidad que demanda este momento histórico. El lugar adecuado para discutir el financiamiento de las universidades es el debate del Presupuesto Nacional 2025.
El Gobierno reafirma su compromiso con las Universidades Nacionales, al igual que con la defensa del esfuerzo que cada uno de los argentinos viene realizando desde diciembre para alcanzar el déficit cero, reducir la inflación y recuperar la prosperidad económica.
En relación con la manifestación política del día de la fecha, el Poder Ejecutivo celebra el sinceramiento de los dirigentes Cristina Kirchner, Sergio Massa, Martín Lousteau, Horacio Rodríguez Larreta y Elisa Carrió, quienes han decidido unirse públicamente con el objetivo de obstruir el plan económico del Presidente. Esta convergencia deja de manifiesto la consolidación de un nuevo frente de izquierda populista en defensa de los privilegios de la dirigencia política.

Esta administración no cederá ante el espectáculo mediático, los proyectos de ley irresponsables, ni la manipulación de causas nobles con fines partidarios. El objetivo del Gobierno es claro: terminar con el modelo empobrecedor de los últimos 100 años y volver a hacer a la Argentina grande otra vez.
 Oficina del Presidente de la República Argentina. 

El 9 de octubre tuvo lugar la votación sobre el veto en la Cámara de Diputados, con 84 votos por mantenerlo y 160 por insistir con la ley, un número insuficiente ya que se requería una mayoría de dos tercios. Al igual que ocurrió con la ley 27.756 de recomposición jubilatoria, algunos diputados que habían votado a favor del proyecto votaron a favor del veto o se ausentaron, como Alejandra Torres.
Para conseguir los 84 votos fue clave la intervención del expresidente Mauricio Macri, que se reunió con el asesor Santiago Caputo, se expresó públicamente contra la ley y pidió a los diputados de su partido que apoyen el veto. Los diputados oficialistas sostuvieron su postura negativa alegando que el proyecto no tenía artículos en donde se indicaran fuentes de financiamiento a las partidas propuestas. El diputado libertario José Luis Espert, durante la sesión especial del 9 de octubre en la Cámara de Diputados apoyó el veto y argumentó con la inversión realizada por el gobierno en 3.5 billones de pesos en educación universitaria en el 2024, acordando también un aumento del 270% en gastos de funcionamiento con las universidades. Según Espert, de acuerdo a la Ley de Educación Superior, las universidades deben ser financiadas y auditadas por el gobierno nacional a través de la AGN y la SIGEN. También fue muy crítico respecto a las medidas de fuerza, alegando que «los que hacen paro son dirigentes sindicales disfrazados de rectores y alumnos crónicos».
| Voto                                                                   | Sentido del voto              | Cantidad de votos |
| ---------------------------------------------------------------------- | ----------------------------- | ----------------- |
| Votos afirmativos                                                      | Insistir con la ley aprobada  | 160               |
| Votos negativos                                                        | Sostener el veto presidencial | 84                |
| Abstenciones                                                           | -                             | 5                 |
| Ausentes                                                               |                               | 4                 |
| Resultado de la votación: Rechazado. Se sostiene el veto presidencial. |                               |                   |

## Desarrollo posterior

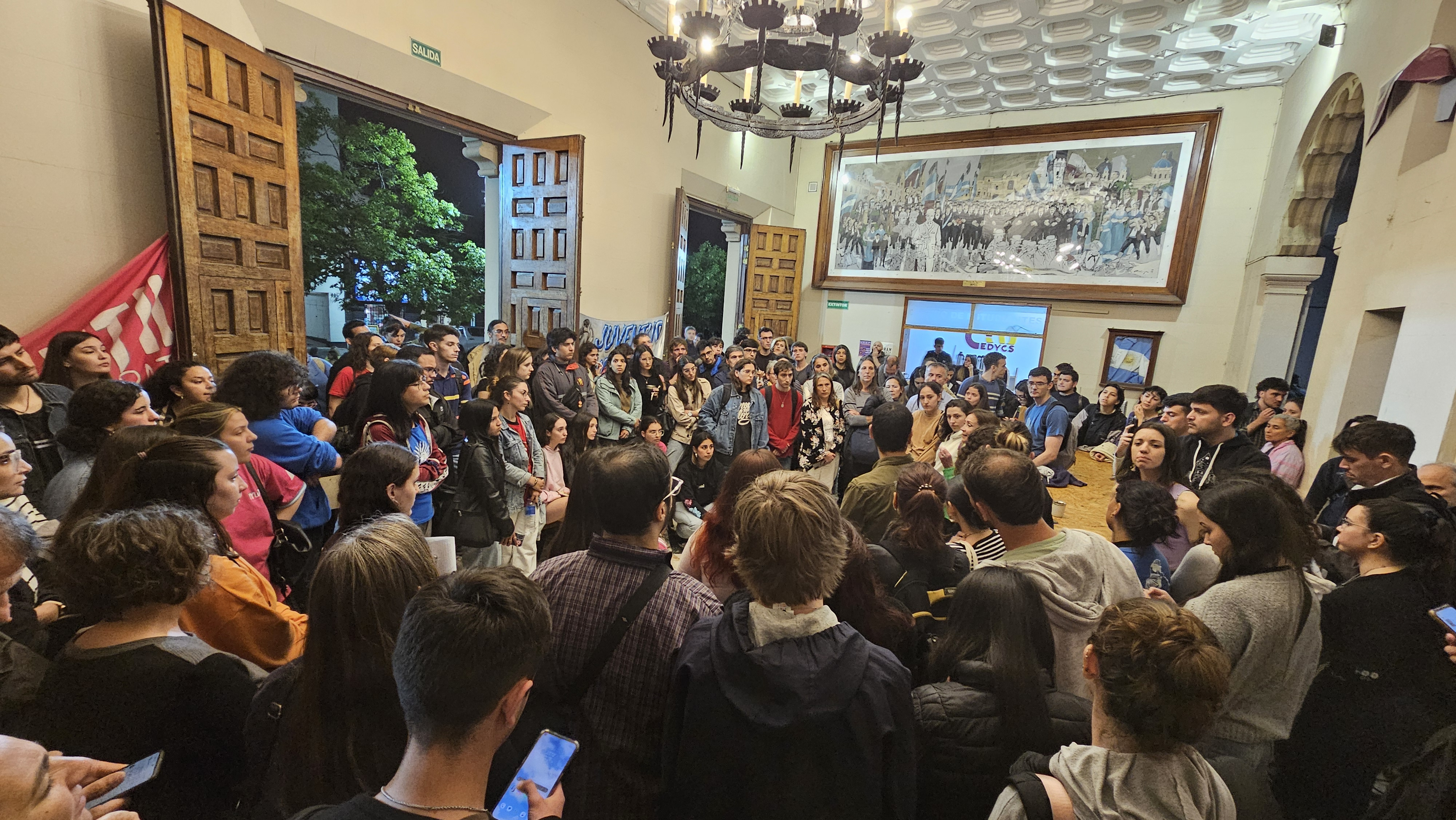
Toma en la Facultad de Ciencias Jurídicas y Sociales de la Universidad Nacional del Litoral

Tras la confirmación del veto, las universidades del país intensificaron sus reclamos, recurriendo a clases públicas y tomas. Al 16 de octubre había 65 facultades tomadas por los estudiantes, incluso algunas donde nunca había tenido lugar una medida así; solo en la Universidad de Río Cuarto se rechazó explícitamente esta medida. Hacia finales de octubre, y ante el reclamo de estudiantes apolíticos que no apoyaban las tomas aludiendo que les perjudicaba su cursada, solamente persistieron las tomas en 6 facultades.
El 14 de octubre, un pequeño grupo de militantes libertarios irrumpió en la Universidad Nacional de Quilmes, intentando participar en una asamblea estudiantil, para posteriormente ser expulsados, produciéndose mutuos enfrentamientos. Uno de los militantes, Tomás Nierenberger, lanzó gas pimienta de origen policial en un espacio cerrado.
Tanto el 14 como el 15 de octubre Policías armados ingresaron ilegalmente en algunas universidades con la intención de identificar a los estudiantes.
Luca Bonfante, secretario general del Centro de Estudiantes de la Facultad de Filosofía y Letras de la UBA, propuso en una asamblea cortar avenidas en reclamo de aumento salarial docente para «volver loca a Patricia Bullrich». En respuesta, la Ministra de Seguridad respondió que «A mí no me vuelven loca, vuelven loca a la gente si quieren cortar Lugones o determinadas avenidas» «hay un gran movimiento que no acepta la toma de las universidades, no aceptan ser rehenes», calificando las medidas de «provocaciones» y que los estudiantes irían con cocteles molotov al edificio del Secretaría de Educación para generar una «revuelta al modelo chileno» y «tratar de desestabilizar», comparando la situación al Estallido social ocurrido en Chile en el 2019.

### Anuncio de auditorías
El presidente Javier Milei defendió su veto, argumentando que un aumento como el que establecía la ley debería pagarse con mayor emisión monetaria y que sería una práctica «de la vieja política». Cuestionó las tomas y paros realizados por agrupaciones estudiantiles y gremios y anunció que auditará las universidades alegando que existe corrupción en sus manejos y gastos superfluos, refiriendo que hay «tres o cuatro delincuentes utilizan una causa noble a costa de robarles a los alumnos y los profesores». Milei suele calificar despectivamente como «mandriles» y «degenerados fiscales» a los legisladores que aprueben leyes que aumenten el gasto público, y que, según él, comprometerían el equilibrio fiscal.
Los gastos de las universidades fueron también cuestionados por el ministro de Desregulación, Federico Sturzenegger y el subsecretario de Políticas Universitarias Alejandro Álvarez, alegando irregularidades. A pesar de que todas las universidades realizan auditorías internas, ante la preferencia del Gobierno de que sea un órgano externo e independiente quien las haga, las auditorías serán realizadas formalmente por la Sindicatura General de la Nación (SIGEN).
Distintas autoridades y figuras de la administración libertaria respaldaron los dichos del presidente. El Jefe de Gabinete Guillermo Francos advirtió que las tomas en las facultades solo buscan desestabilizar al Gobierno ya que quienes las realizan son «algunos sectores politizados estudiantiles», a los que comparó con «guerrillas subversivas».
Posible modificación del Presupuesto general 2025
El Gobierno afirmó no estar en contra de aumentar el Presupuesto de las universidades, pero la oposición deberá explicar cuáles partidas deben recortarse en detrimento de las universidades siempre y cuando se mantenga el equilibrio fiscal.